# داني فلانغن
داني فلانغن (بالإنجليزية: Danny Flanagan)‏ (1924 في جمهورية أيرلندا - ) هو لاعب كرة قدم أيرلندي في مركز الهجوم. لعب مع برادفورد سيتي ومانشستر سيتي ونوتس كاونتي.